# Zond 5
Zond 5 (Russisch: Зонд-5) was een onbemande Russische maanvlucht aan het einde van de jaren 60. Deze missie was bedoeld als proefvlucht voor komende Sovjet-maanvluchten; de V.S. en de Sovjet-Unie wilden beide de eerste bemande landing uitvoeren en vochten deze technologische strijd via talloze ruimtevluchten uit.

## Missiedoelen
De missie van Zond 5 was drieledig: ten eerste de maan bereiken en veilig terugvliegen, onderwijl opnames van de Aarde en maan makend. Vervolgens moest het toestel terugkeren naar de Aarde om de capsule in de dampkring af te stoten, zodat men de gevolgen van een reis in de ruimte bij de levende lading in kaart kon brengen.
Overigens was in de eerste helft van dit decennium zelfs een onbemande zachte landing te veel gevraagd. Nadat Loena 9 in januari 1966 eindelijk succes boekte, gevolgd door Surveyor 1 in mei, richtten de twee supermachten hun vizier op een bemande maanlanding. Op dit moment, zo'n anderhalf jaar voor de eerste bemande maanlanding, schroefde de Sovjet-Unie haar tempo op en wees alles erop dat niet NASA, maar de Russen met de eer gingen strijken. Het Westen beschikte over bijster weinig informatie over dit "nieuwe" type ruimteschip.
De Zond 5 moest om de maan vliegen (zonder in een omloopbaan te komen) en had naast wetenschappelijke instrumenten tevens levende have aan boord. Vervolgens moest het toestel terugkeren naar de Aarde om de capsule in de dampkring af te stoten.
Dit was de eerste geslaagde Russische vlucht om de maan en weer terug. Zijn voorganger Zond 4 ondervond tijdens terugkeer namelijk dusdanige problemen, dat de vluchtleiding zich genoodzaakt zag om op een hoogte van slechts 10 km het zelfvernietigingsmechanisme in te schakelen.

## Specificaties

### Afmetingen
Zond 5 was bijna identiek aan Zond 4. In tegenstelling tot Zond 1, 2 en 3, die elk nog geen 1000 kg wogen, waren deze speciaal ontworpen voor bemande vluchten. Het bestond in essentie uit een gewijzigd Sojoezvaartuig. In plaats van de gebruikelijke bemanning van drie bood dit gemodificeerde type plaats aan slechts twee kosmonauten. Het ruimteschip beschikte over een cilindervormige capsule met een lengte van 4,50 m. De grootste diameter was 2,72 m, de kleinste besloeg 2,20 m. Twee zonnepanelen waren aan weerskanten bevestigd; totale spanwijdte was 9,00 m. Verder was er een voortstuwingsgedeelte en een gedeelte dat de klimaatbeheersing voor de capsule bevatte.

### Gewicht
Het viel meteen op dat dit type Zond aanzienlijk zwaarder was dan het oude. Zond 5 had een gewicht van maar liefst 5375 kg (tegen 5140 kg voor Zond 4). Omstreeks deze tijd beschikte NASA nog niet over de krachtige Saturnus V-draagraket, hetgeen de Russen een grote voorsprong gaf.

### Lading
De gelegenheidsbemanning bestond onder andere uit een etalagepop in de pilotenstoel, 1,75 m lang, 70 kg zwaar en gevuld met stralingssensoren. Deze had gezelschap van twee exemplaren van een schildpadsoort van het geslacht testudo (testudo horsfieldii), een vierteenlandschildpad: de steppeschildpad. Verder vlogen wijnvliegen (piophila), meelwormen, planten, zaden, bacteriën en andere levende wezens mee.
Verder beschikte Zond 5 over camera's, waarvan de opnames niet werden overgeseind. Normaliter werden films belicht, ontwikkeld, gefixeerd en gedroogd. Vervolgens tastte de sonde de film af en verzond deze naar de Aarde. In plaats daarvan borg de Sovjet-Unie de belichte filmcassettes uit de terugkeercapsule. Hierdoor was een groter oplossend vermogen haalbaar dan met de toenmalige, vrij primitieve, overseintechnieken mogelijk was. Het bood de Sovjet-Unie tevens gelegenheid om het bergen van capsules te oefenen. Dit bleek later van grote waarde tijdens het bergen van maanbodemmonsters, gedolven tijdens het Loenaprogramma.
Daarnaast was het scheepje uitgerust met een bandrecorder. Deze diende om gesimuleerde aflezingen van instrumenten door toekomstige kosmonauten te verzenden, waardoor de vluchtleiding een idee kreeg over de geluidskwaliteit van dit soort radiocommunicatie.
Ten slotte voerde Zond 5 twee protonendetectoren mee. Het ene instrument spoorde protonen op met een energie van 1,5 tot 10 MeV en tussen 10 en 21 MeV. Het andere instrument, een telescoop, detecteerde protonen met een energie van 30 tot 35 MeV en tussen 45 en 50 MeV. Terwijl het vaartuig om zijn as draaide, deden deze instrumenten hoofdzakelijk metingen in een vlak loodrecht op de ecliptica.

## Missieverloop

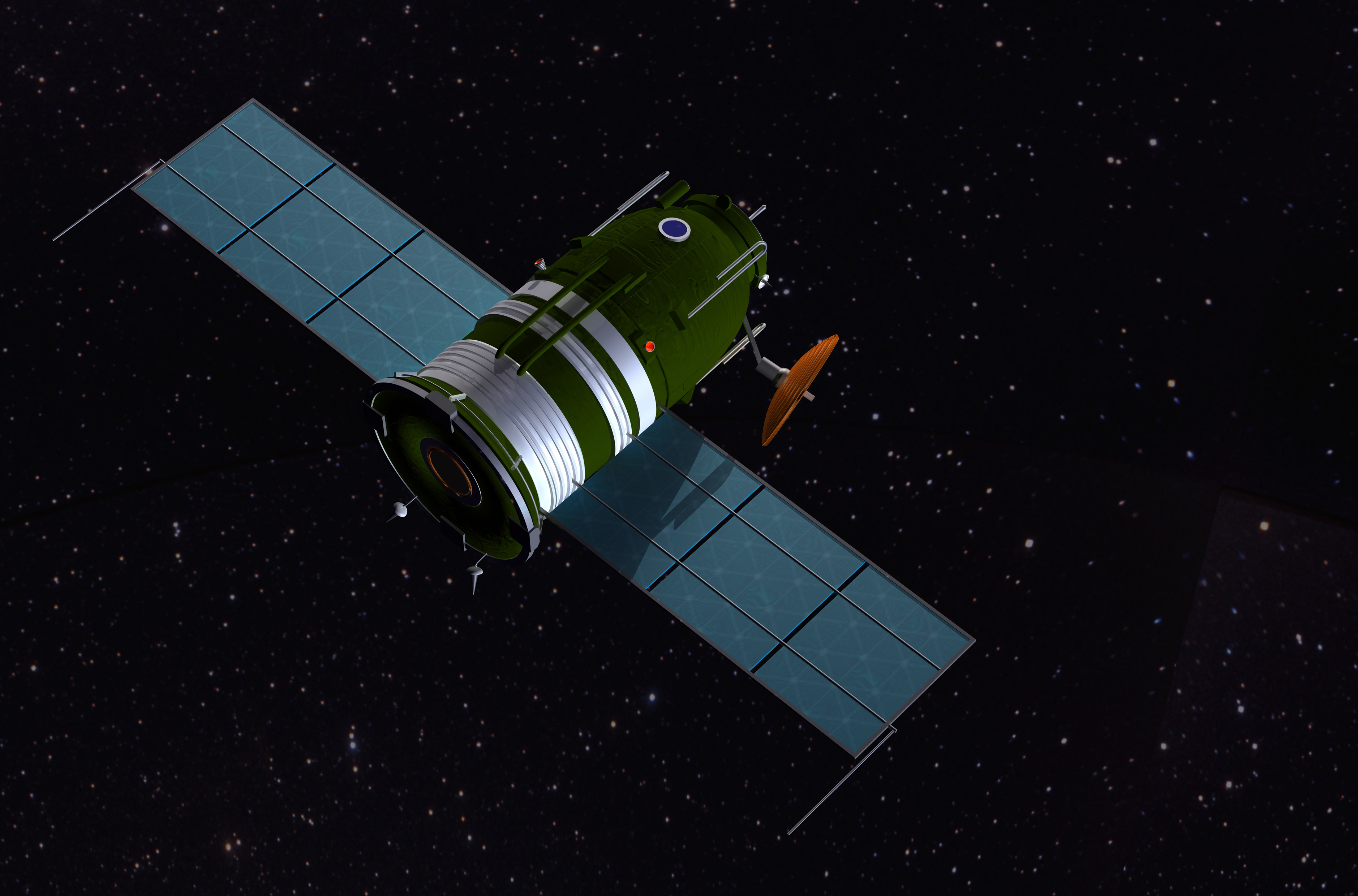
Impressie van een Zondvlucht

### Lancering
Zond 5 werd gelanceerd op 14 september 1968 met een Proton-draagraket vanaf Bajkonoer. Na het bereiken van een parkeerbaan om de Aarde schoot de laatste trap de sonde op weg naar de maan.

### Vlucht
Op een afstand van 90.000 km nam het vaartuig scherpe foto's van de Aarde. Tijdens de vlucht naar de maan raakte een optische sensor van het standregelsysteem vervuild. Zond 5 verloor zijn oriëntatie en de vluchtleiding schakelde daarom noodgedwongen over op het reservesysteem. Dit was bij lange na niet zo nauwkeurig, maar de Russen voerden hier toch twee geslaagde koerscorrecties mee uit. Op 18 september vloog de verkenner langs de achterkant van de maan en maakte maanfoto's. De geringste afstand bedroeg 1950 km.

### Terugkeer
Tijdens de thuisreis ondervond het standregelsysteem opnieuw problemen. Een tweede sensor functioneerde niet meer, met als gevolg dat de geplande terugkeerroute moest worden aangepast.
Oorspronkelijk zou het toestel de capsule afstoten om die via een stuiterend traject in de dampkring (om snelheid te verliezen) te bergen op land. De capsule moest hiervoor in een nauwe corridor van slechts 10 km breedte en op een hoogte van 45 km de dampkring binnenvliegen. Op dat moment werd het hitteschild in een zodanige hoek geplaatst, dat deze liftkracht leverde. Hierdoor schoot de capsule terug de ruimte in en viel vervolgens terug naar de Aarde, waarna een landing per parachute op het grondgebied van de Sovjet-Unie was voorzien.
Maar dit ideale scenario konden de Russen met het falende standregelsysteem wel vergeten. In plaats daarvan koos de vluchtleiding voor een ballistisch terugkeertraject en een landing op zee.
Op 21 september drong de terugkeercapsule de dampkring binnen. Na aerodynamische afremming ontplooiden zich op een hoogte van 7 km de remparachutes, waarna de capsule om 16:08 uur UTC in zee plonsde op een positie van 32° 38' Z en 65° 33' O. Het dichtstbijzijnde bergingsschip bevond zich weliswaar op 105 km afstand, maar de berging slaagde desalniettemin.

### Effecten van ruimtereis op schildpadden
De Sovjet-Unie maakte enige tijd later bekend, dat de schildpadjes actief bleven en een gezonde eetlust vertoonden, wel verloren ze gedurende hun ruimtereis 10% van hun lichaamsgewicht.
Zond 1 · Zond 2 · Zond 3 · Zond 4 · Zond 5 · Zond 6 · Zond 7 · Zond 8